# Rhagonycha opaca
Rhagonycha opaca é uma espécie de insetos coleópteros polífagos pertencente à família Cantharidae.
A autoridade científica da espécie é Mulsant, tendo sido descrita no ano de 1862.
Trata-se de uma espécie presente no território português e espanhol.